# Oligodon ocellatus
Oligodon ocellatus este o specie de șerpi din genul Oligodon, familia Colubridae, descrisă de Morice 1875. A fost clasificată de IUCN ca specie cu risc scăzut. Conform Catalogue of Life specia Oligodon ocellatus nu are subspecii cunoscute.